# Duncan White
Duncan M. White (Lathpandura, 1º marzo 1918 – Warwickshire, 3 luglio 1998) è stato un ostacolista e velocista singalese. Fu il primo medagliato olimpico dello Sri Lanka (che all'epoca era conosciuto come Ceylon) conquistando l'argento nei 400 metri ostacoli ai Giochi olimpici di Londra 1948.
Nel 1950 conquistò la medaglia d'oro ai Giochi dell'Impero Britannico (gli attuali Giochi del Commonwealth).

## Palmarès
| Anno | Manifestazione                | Sede     | Evento             | Risultato     | Prestazione | Note                          |
| ---- | ----------------------------- | -------- | ------------------ | ------------- | ----------- | ----------------------------- |
| 1948 | Giochi olimpici               | Londra   | 400 metri ostacoli | Argento       | 51"8        | Miglior prestazione personale |
| 1948 | Giochi olimpici               | Londra   | 200 metri piani    | elim. qualif. | n/d         |                               |
| 1950 | Giochi dell'Impero Britannico | Auckland | 440 iarde ostacoli | Oro           | 52"5        | Record dei Giochi             |